# KB-villa

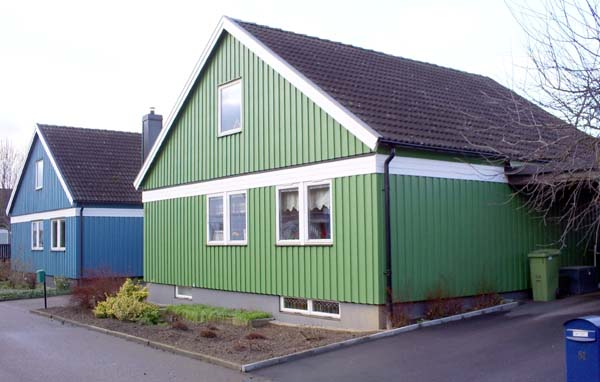
Två KB-villor i Ryd, Linköping

En KB-villa är en form av 1 1/2-planshus med källare som producerades av Kvissberg & Bäckström Byggnads AB, Linköping från slutet av 1960-talet. 
Huset är till utseendet ett vanligt hus men hade för sin tid en nykonstruerad fribärande takstol. På huvudplanet och övervåningen finns inga bärande väggar och ägaren kan själv enkelt skapa den rumsindelning som önskas. Det går med andra ord lätt att anpassa huset efter familjesituationen.
En nyhet vid tiden för KB-villan var även att man erbjöd husen med fast pris för varje detalj. Köparen kunde välja att bygga mer eller mindre av huset (till exempel med inredd eller oinredd ovanvåning) eller välja att utföra något byggnadsmoment själv för att få ner priset.
KB-villan finns i två storlekar. Typ D har bottenplan på 92 m² och ovanvåning på 41 m². Den större varianten, Typ E har bottenplan på 103 m² och ovanvåning på 47 m².
KB-villor finns i Linköpings stadsdelar Ryd, Ekholmen, Hjulsbro och Johannelund samt i Linghem.
KB-villan blev av tidningen Allt I Hemmet utsedd till "Årets Hus i Sverige 1972". Detta har gett upphov till smeknamnet "vinnande villan".[källa behövs]
Männen bakom Kvissberg & Bäckström Byggnads AB är Lars Kvissberg och Karl-Olof Bäckström. Företaget såldes 1980 till NCC.